# 水杨苷
水杨苷（INN：salicin）又稱柳苷、柳醇、楊素，是一種從柳樹樹皮提煉出來的植物生化素，可做為抗發炎的藥物。水杨苷與阿斯匹林結構相似，在人體內會被代謝成水楊酸。

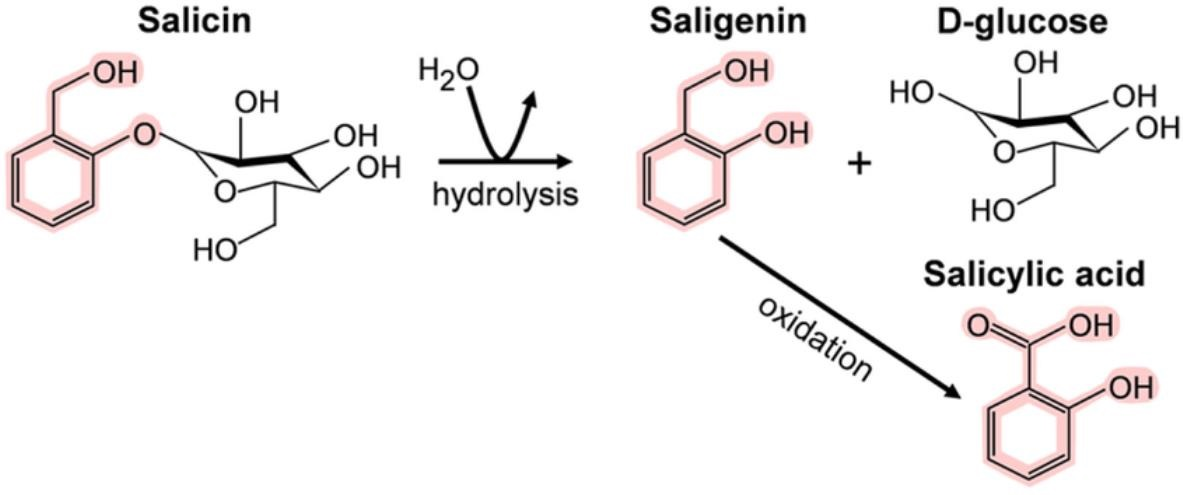
水杨苷在人体内代谢为水杨酸

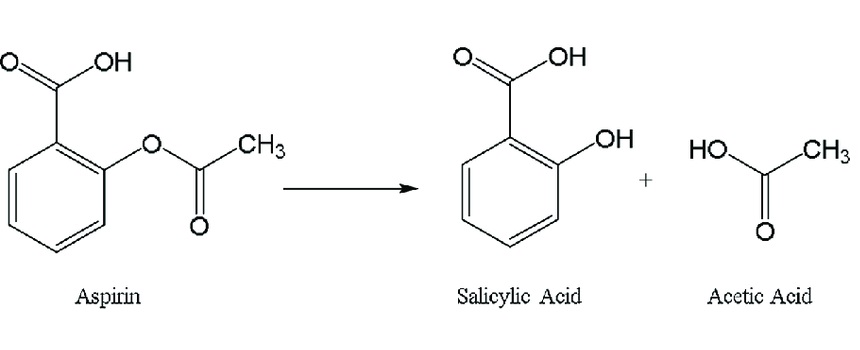
乙酰水杨酸（阿司匹林）水解为水杨酸是人体内的一种代谢方式

水杨苷在被食用時會釋放如奎寧般的苦味。